# Stefan Ritterman
Stefan Ritterman (ur. 1 maja 1904 w Krakowie, zm. 1 lutego 1970 w Izraelu) – polski prawnik, profesor nauk prawnych, nauczyciel akademicki i prodziekan Wydziału Prawa Uniwersytetu Jagiellońskiego.

## Życiorys
Jego matka była pracownikiem kancelarii adwokackiej, a ojciec księgowym.
W 1922 podjął studia na Wydziale Lekarskim Uniwersytetu Jagiellońskiego, lecz ich nie ukończył przenosząc się na studia prawnicze na Wydziale Prawa UJ. Tytuł magistra prawa uzyskał w 1927. Ukończył również studia w Konserwatorium Towarzystwa Muzycznego w Krakowie. W 1929 nadano mu stopień naukowy doktora.
Po wybuchu II wojny światowej znalazł się we Lwowie. Władze ZSRR zesłały go za Ural. W 1946 powrócił do kraju. Podjął pracę na Wydziale Prawa Uniwersytetu Jagiellońskiego. W 1956 został docentem, a w 1965 profesorem na tym wydziale. Dwukrotnie był prodziekanem Wydziału Prawa UJ.
W 1969 wyjechał do Izraela, gdzie zmarł 1 lutego 1970.